# Ramon Bigas Balcells
Ramon Bigas Balcells   (Barcelona, 1941) és un dissenyador industrial català, dedicat a les disciplines artístiques i el disseny des del 1958.
Juntament amb Oleguer Armengol, crea l'Estudi 22, des del qual realitzen projectes d'interiorisme, disseny gràfic, disseny industrial:, etc. Posteriorment crea l'equip Globus.
El 1983 va fundar, juntament amb Pep Sant, l'empresa AD Associate Designers, on va treballar fins a la seva dissolució el 1995. Al llarg de la seva carrera, ha realitzat més de 3.000 projectes de disseny industrial, d'entre els quals podem destacar el Tren d'Alta Velocitat (AVE), la unitat de rodalies 446 realitzada per a RENFE, el llum Micro (1986) o el peveter olímpic dels Jocs de Barcelona '92.
També ha desenvolupat projectes d'interiorisme com el de la Borsa de Barcelona, disseny d'exposicions com el de l'exposició permanent del Museu Marítim de Barcelona "La Gran Aventura del Mar" i de disseny gràfic com el projecte d'identitat de Port Aventura. Entre el 1995 i el 2001 va ser president del FAD impulsant una nova etapa en aquesta entitat centenària que li va atorgar la seva medalla l'any 2002. Ha realitzat i participat en nombroses exposicions individuals i col·lectives, com al MACBA.

## Premis i reconeixements
Al llarg de la seva vida professional ha rebut nombrosos premis, com el Delta d'Or per la cadira Barcelona, Itscar europeu de la il·luminació, el Primer Premi de l'Arango Foundation o l'Accent of Design.